# Supercopa de España femenina de baloncesto 2013
La Supercopa de España femenina de baloncesto 2013 o SuperCopa LF 2013 fue la 11ª edición desde su fundación. Se disputó en el Pabellón Municipal de Würzburg de Salamanca, Castilla y León, el día 8 de octubre de 2013, donde el equipo local, el Perfumerías Avenida, conquistó el título por cuarta vez consecutiva.

## Equipos participantes
Los equipos participantes de acuerdo a los criterios de participación establecidos por la FEB fueron: 
| Equipo              | Clasificación                  | Participación |
| ------------------- | ------------------------------ | ------------- |
| Rivas Ecópolis      | Campeón de la Copa de la Reina | 2.ª           |
| Perfumerías Avenida | Campeón de la Liga Femenina    | 8.ª           |

## Árbitros
Los árbitros elegidos para arbitrar la Supercopa fueron:
- Francisco José Zafra Guerra
- Víctor Mas Cagide

## Final
| 8 de octubre de 2013 | Perfumerías Avenida                                | 62–57                                | Rivas Ecópolis                                                              | Salamanca |  |
| 21:00                | Parciales: 9–16, 18–17, 19–11, 16–13               | Parciales: 9–16, 18–17, 19–11, 16–13 | Parciales: 9–16, 18–17, 19–11, 16–13                                        | |  |
|                      | Estadísticas Murphy 21 Režan 10 Xargay 7 Murphy 29 | Reporte Pts Reb Asts Val             | Estadísticas 15 Eldebrink 7 Nicholls, Allison 3 Eldebrink, Casas 21 Allison | Pabellón: Pabellón Municipal de Würzburg Árbitros: Francisco José Zafra Guerra, Víctor Mas Cagide Televisión: |  |

### Plantillas
| #             | Jugadora          |
| ------------- | ----------------- |
| 4             | Leonor Rodríguez  |
| 5             | Marta Fernández   |
| 6             | Tamara Abalde     |
| 8             | Mariona Ortiz     |
| 9             | Marija Režan      |
| 10            | Marta Xargay      |
| 12            | María Pina        |
| 14            | Eshaya Murphy     |
| 15            | Angelica Robinson |
| 34            | Krystal Thomas    |
| Entrenador    |                   |
| Víctor Lapeña |                   |

| Campeonas de la Supercopa de España femenina de baloncesto 2013 |
| --------------------------------------------------------------- |
| Perfumerías Avenida 4.º título                                  |

| MVP:        |
| ----------- |
| Shay Murphy |

| #                      | Jugadora         |
| ---------------------- | ---------------- |
| 4                      | Laura Nicholls   |
| 5                      | Gaby Ocete       |
| 6                      | Frida Eldebrink  |
| 7                      | Clara Bermejo    |
| 9                      | Queralt Casas    |
| 10                     | Rachel Allison   |
| 11                     | Vega Gimeno      |
| 13                     | Kelly Schumacher |
| 15                     | Laura Gil        |
| Entrenador             |                  |
| José Ignacio Hernández |                  |